# Одиннадцатый выпуск стандартных марок СССР

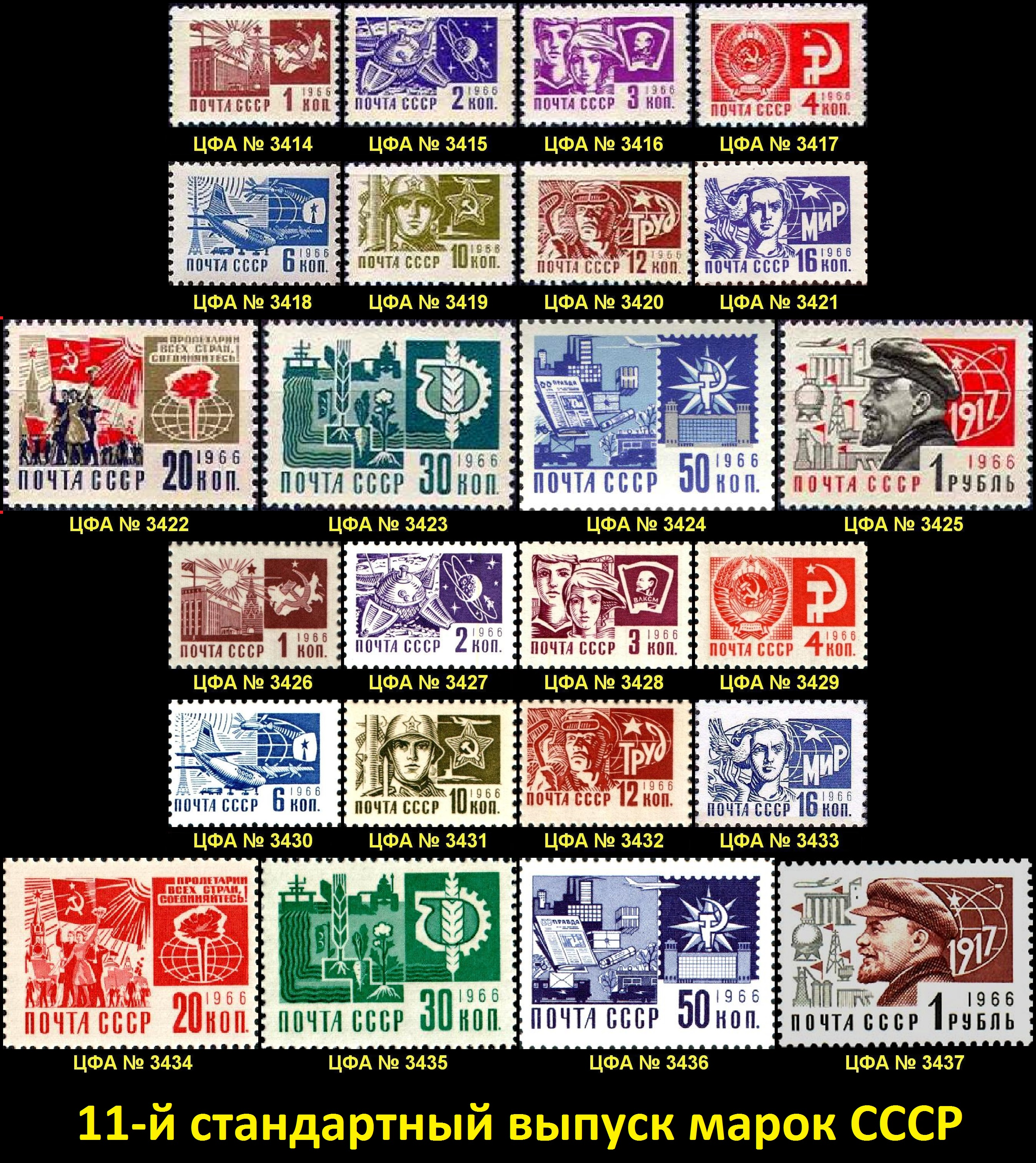
Марки одиннадцатого стандартного выпуска СССР

Почто́вые ма́рки одинна́дцатой станда́ртной се́рии СССР (1966—1969)  (ЦФА [АО «Марка»] № 3414—3437) поступали в обращение с 25 октября 1966 по апрель 1969 года.
В октябре 1966 — ноябре 1969 года на смену десятому стандартному выпуску в почтовое обращение поступил новый выпуск стандартных марок СССР. Серия состояла из марок 12 номиналов. Для этого выпуска художник Василий Завьялов выполнил новые оригинальные рисунки: Кремлёвский дворец съездов (1 копейка), советская АМС «Луна-9» на Луне (2 копейки), советская молодёжь (3 копейки), Государственный герб и флаг СССР (4 копейки), современные средства связи (6 копеек), воин Советской Армии (10 копеек), рабочий-сталевар (12 копеек), женщина с голубем мира (16 копеек), демонстрация на Красной площади в Москве (20 копеек), мелиорация земель и химизация сельского хозяйства (30 копеек), почта (50 копеек) и портрет В. И. Ленина (1 рубль). Марки низких номиналов были отпечатаны офсетным способом, высоких (начиная с 20-копеечной) — способом глубокой печати. Миниатюры от 1 до 16 копеек выпускались как на обыкновенной, так и на флуоресцентной бумаге с голубым свечением разной интенсивности.
В июне 1968 года серия была переиздана. Новый тираж выполнили металлографическим способом, причём марки в 20 копеек и 1 рубль — в изменённых цветах.
В апреле 1969 года марка номиналом в 4 копейки (офсетная печать) была выпущена на флуоресцентной бумаге, имеющей ярко золотистое свечение в ультрафиолетовых лучах. Она выпускалась в листах из 50 (10×5), а не из 100 марок, как обычно. Кроме того, известна марка  (ЦФА [АО «Марка»] № 3417Б) без номинала и текста. Подобные марки использовались для настройки почтовых автоматов.
Номинал на стандартных почтовых марках печатающего автомата может быть различным и выбран покупателем в пределах предложенного фиксированного списка почтовых тарифов. Почтовые автоматы по продаже почтовых марок обычно предназначены для использования в торговых центрах или в почтовых отделениях. Поскольку от марки к марке меняется только сумма почтового сбора, такие знаки почтовой оплаты в чём-то аналогичны маркам колониального типа. Они также близки к франкотипам, производимым посредством франкировальных машин. Таким образом, развитие технологии франкотипа, выполняющего аналогичную функцию в коммерческих и иных организациях, также способствовало развитию данной технологии. На протяжении долгих лет с почтовыми автоматами по продаже марок в разных странах много экспериментировали, но ни один из таких экспериментов не был по-настоящему успешен до появления современной сложной технологии компьютерной печати. Коллекционеров, специализирующихся в коллекционировании марок печатающих автоматов, объединяет международная Группа по изучению и коллекционированию марок печатающих автоматов (Variable Value Stamps Study and Collecting Group, акроним — ATEEME).
В ноябре 1969 года тиражом в 4 млн экземпляров была выпущена марка  (ЦФА [АО «Марка»] № 3825) номиналом в 4 копейки, которую иногда также относят к одиннадцатому выпуску стандартных марок СССР. На ней художник Е. Анискин изобразил кремлёвскую звезду на фоне Государственного герба СССР. Миниатюра предназначалась для почтовых автоматов. Она печаталась способом глубокой печати, рулонами по 1000 штук. На клеевой стороне каждой пятой марки чёрной краской наносились порядковые контрольные номера. Кроме обычных горизонтальных сцепок, марки  (ЦФА [АО «Марка»] № 3825) известны в квартблоках, а также в виде вертикальных сцепок, по всей видимости, взятых из пробных марочных листов.
Порядок следования элементов в таблице соответствует номеру по каталогу марок СССР (ЦФА), в скобках приведены номера по каталогу «Михель».
| № по каталогу                        | Изображение | Описание и источники                                                             | Номинал, руб. | Дата выпуска         | Тираж      | Художник                                |
| ------------------------------------ | ----------- | -------------------------------------------------------------------------------- | ------------- | -------------------- | ---------- | --------------------------------------- |
| (ЦФА [АО «Марка»] № 3414) (Mi #3279) |             | Кремлёвский Дворец съездов, коричневая.                                          | 0,01          | 29 декабря 1966 года | 4 000 000  | Василий Завьялов                        |
| (ЦФА [АО «Марка»] № 3415) (Mi #3280) |             | Автоматическая межпланетная станция «Луна-9» на Луне, фиолетово-синяя.           | 0,02          | 25 октября 1966 года | 4 000 000  | Василий Завьялов                        |
| (ЦФА [АО «Марка»] № 3416) (Mi #3281) |             | Советская молодёжь, комсомольский значок, светло-фиолетовая.                     | 0,03          | 25 октября 1966 года | 4 000 000  | Василий Завьялов                        |
| (ЦФА [АО «Марка»] № 3417) (Mi #3282) |             | Государственный герб и флаг, кирпично-красная.                                   | 0,04          | 25 октября 1966 года | 4 000 000  | Василий Завьялов                        |
| (ЦФА [АО «Марка»] № 3418) (Mi #3283) |             | Современные средства связи, ультрамариновая.                                     | 0,06          | 25 октября 1966 года | 4 000 000  | Василий Завьялов                        |
| (ЦФА [АО «Марка»] № 3419) (Mi #3284) |             | Воин Советской армии, зелёно-оливковая.                                          | 0,10          | 25 октября 1966 года | 4 000 000  | Василий Завьялов                        |
| (ЦФА [АО «Марка»] № 3420) (Mi #3285) |             | Сталевар, коричневая.                                                            | 0,12          | 24 ноября 1966 года  | 4 000 000  | Василий Завьялов                        |
| (ЦФА [АО «Марка»] № 3421) (Mi #3286) |             | Женщина с голубем мира, синяя.                                                   | 0,16          | 24 ноября 1966 года  | 4 000 000  | Василий Завьялов                        |
| (ЦФА [АО «Марка»] № 3422) (Mi #3287) |             | Демонстрация трудящихся на Красной площади в Москве, чёрная, красная, оливковая. | 0,20          | 25 декабря 1966 года | 4 000 000  | Василий Завьялов                        |
| (ЦФА [АО «Марка»] № 3423) (Mi #3288) |             | Мелиорация земель и химизация сельского хозяйства, зелёная.                      | 0,30          | 24 ноября 1966 года  | 4 000 000  | Василий Завьялов                        |
| (ЦФА [АО «Марка»] № 3424) (Mi #3289) |             | Почтовая связь, ультрамариновая, серая.                                          | 0,50          | 25 декабря 1966 года | 4 000 000  | Василий Завьялов                        |
| (ЦФА [АО «Марка»] № 3425) (Mi #3290) |             | Портрет В. И. Ленина, тёмно-серая, красная.                                      | 1,00          | 24 ноября 1966 года  | 4 000 000  | Василий Завьялов                        |
| (ЦФА [АО «Марка»] № 3426) (Mi #3495) |             | Кремлёвский Дворец съездов, коричневая.                                          | 0,01          | 20 июня 1968 года    | 10 000 000 | Василий Завьялов, гравёр Иван Сапронов  |
| (ЦФА [АО «Марка»] № 3427) (Mi #3496) |             | Автоматическая межпланетная станция «Луна-9» на Луне, светло-фиолетовая.         | 0,02          | 20 июня 1968 года    | 10 000 000 | Василий Завьялов, гравёр Иван Сапронов  |
| (ЦФА [АО «Марка»] № 3428) (Mi #3497) |             | Советская молодёжь, комсомольский значок, фиолетово-синяя.                       | 0,03          | 20 июня 1968 года    | 8 000 000  | Василий Завьялов, гравёр Иван Сапронов  |
| (ЦФА [АО «Марка»] № 3429) (Mi #3498) |             | Государственный герб и флаг, кирпично-красная.                                   | 0,04          | 20 июня 1968 года    | 6 000 000  | Василий Завьялов, гравёр П. Яковлев     |
| (ЦФА [АО «Марка»] № 3430) (Mi #3499) |             | Современные средства связи, ультрамариновая.                                     | 0,06          | 20 июня 1968 года    | 5 000 000  | Василий Завьялов, гравёр Иван Сапронов  |
| (ЦФА [АО «Марка»] № 3431) (Mi #3500) |             | Воин Советской армии, зелёно-оливковая.                                          | 0,10          | 20 июня 1968 года    | 7 000 000  | Василий Завьялов, гравёр Иван Сапронов  |
| (ЦФА [АО «Марка»] № 3432) (Mi #3501) |             | Сталевар, коричневая.                                                            | 0,12          | 20 июня 1968 года    | 4 000 000  | Василий Завьялов, гравёр Иван Сапронов  |
| (ЦФА [АО «Марка»] № 3433) (Mi #3502) |             | Женщина с голубем мира, синяя.                                                   | 0,16          | 20 июня 1968 года    | 2 000 000  | Василий Завьялов, гравёр Иван Сапронов  |
| (ЦФА [АО «Марка»] № 3434) (Mi #3503) |             | Демонстрация трудящихся на Красной площади в Москве, красная.                    | 0,20          | 20 июня 1968 года    | 2 000 000  | Василий Завьялов, гравёр Иван Сапронов  |
| (ЦФА [АО «Марка»] № 3435) (Mi #3504) |             | Мелиорация земель и химизация сельского хозяйства, зелёная.                      | 0,30          | 20 июня 1968 года    | 2 000 000  | Василий Завьялов, гравёр Иван Сапронов  |
| (ЦФА [АО «Марка»] № 3436) (Mi #3505) |             | Почтовая связь, ультрамариновая.                                                 | 0,50          | 20 июня 1968 года    | 2 000 000  | Василий Завьялов, гравёр Иван Сапронов  |
| (ЦФА [АО «Марка»] № 3437) (Mi #3506) |             | Портрет В. И. Ленина на фоне индустриального пейзажа, коричневая, серо-чёрная.   | 1,00          | 20 июня 1968 года    | 2 000 000  | Василий Завьялов, гравёр Лидия Майорова |

## Исследования о разновидностях
В декабре 1991 года в журнале «Филателия СССР» в рубрике «Изыскания, факты, догадки» было опубликовано исследование филателиста из Чернигова Л. Князева «Двенадцать выпусков одиннадцатого стандарта», в котором автор даёт описание разновидностей почтовых марок одиннадцатого стандарта СССР, выявленных им и собранных в коллекцию. В каталогах почтовых марок под редакцией В. Ю. Соловьёва и издательства «Michel» данная информация не публиковалась. В «общем» каталоге «Стандарт-Коллекция» под редакцией В. Б. Загорского (начиная с издания 2007 года) упоминаются разновидности на люминесцентной бумаге.
| По материалам статьи Л. Князева, в журнале «Филателия СССР» (№ 12, 1991 год, стр. 44-46): | По материалам статьи Л. Князева, в журнале «Филателия СССР» (№ 12, 1991 год, стр. 44-46): | По материалам статьи Л. Князева, в журнале «Филателия СССР» (№ 12, 1991 год, стр. 44-46): |
| № по Л. Князеву                                                                           | Дата выпуска                                                                              | Описание разновидностей |
| ----------------------------------------------------------------------------------------- | ----------------------------------------------------------------------------------------- | --- |
| Первый выпуск                                                                             | 1966 год                                                                                  | Бумага офсетная с четкой ромбической сеткой. Без флуоресценции. Печать офсетная, штриховая (ЦФА [АО «Марка»] № 3414) — (ЦФА [АО «Марка»] № 3421) и глубокая (ЦФА [АО «Марка»] № 3422) — (ЦФА [АО «Марка»] № 3425). Клей гладкий блестящий. |
| Второй выпуск                                                                             | 1967 год                                                                                  | Бумага офсетная без сетки. Без флуоресценции. Печать офсетная, штриховая (ЦФА [АО «Марка»] № 3414) — (ЦФА [АО «Марка»] № 3421) и глубокая (ЦФА [АО «Марка»] № 3422) — (ЦФА [АО «Марка»] № 3425). Клей гладкий блестящий. |
| Третий выпуск                                                                             | 1968 год                                                                                  | (ЦФА [АО «Марка»] № 3426) — (ЦФА [АО «Марка»] № 3437). Металлография. Бумага плотная (толщиной 0,11 — 0,12 мм) без сетки. Без флуоресценции. Клей гладкий блестящий. (ЦФА [АО «Марка»] № 3428) (номиналом 3 коп.) и (ЦФА [АО «Марка»] № 3437) (номиналом 1 руб.) — встречались только на бумаге с ромбовидной сеткой толщиной 0,09 — 0,1 мм).                                                                                         |
| Четвёртый выпуск                                                                          | 1969 год                                                                                  | Переизданы отдельные номиналы. Металлография. Бумага офсетная, плотная, без сетки. Без флуоресценции. Клей гладкий матовый. |
| Пятый выпуск                                                                              | 1969 год                                                                                  | (ЦФА [АО «Марка»] № 3417А). Бумага офсетная без сетки флуоресцентная с ярко-золотистым свечением. Печать офсетная. Клей гладкий блестящий. Основная часть выпуска — в марочных листах по 50 (10×5) экземпляров и небольшая часть — в листах по 100 (10×10) экземпляров (см. также Б. Сафарян «Новое в люминесценции» журнал «Филателия СССР», № 11, 1985 год).                                                                        |
| Шестой выпуск                                                                             | 1970 год                                                                                  | Переизданы отдельные номиналы. Металлография. Бумага плотная, с ромбовидной сеткой. Без флуоресценции. Клей гладкий блестящий. |
| Седьмой выпуск                                                                            | 1970 год                                                                                  | Номиналы от 1 коп. до 16 коп. Бумага офсетная (простая), с сеткой. Без флуоресценции. Печать офсетная. Клей гладкий матовый. |
| Восьмой выпуск                                                                            | 1971 год                                                                                  | Номиналы от 1 коп. до 16 коп. Бумага офсетная (простая), с сеткой. Без флуоресценции. Печать офсетная. Клей матовый «полосатый» (отличие от марок седьмого выпуска заключается в наличии матового «полосатого» клея). Последний выпуск на нелюминесцентной бумаге. Начиная с 1972 года, бо́льшая часть марок СССР (в том числе и все остальные выпуски 11-го стандарта СССР) печаталась на люминесцентной бумаге.                      |
| Девятый выпуск                                                                            | 1972 — 1973 год                                                                           | Номиналы от 1 коп. до 16 коп. Бумага офсетная, с сеткой. Люминесцентная с бледно-голубым свечением. Печать офсетная. Клей матовый «полосатый». |
| Десятый выпуск                                                                            | 1974 год                                                                                  | Номиналы от 1 коп. до 16 коп. Бумага офсетная, с сеткой. Люминесцентная с голубым свечением. Печать офсетная. Клей матовый «полосатый». К этому выпуску относится и марка (ЦФА [АО «Марка»] № 5423) номиналом 30 коп. На полях некоторых сцепок указана дата печати этих марок: «14 — 16.03.1974 г» Тем не менее, экземпляры марок номиналом 20 коп., 50 коп. и 1 руб. на люминесцентной бумаге с любым свечением не были обнаружены. |
| Одиннадцатый выпуск                                                                       | 1975 год                                                                                  | Номиналы от 1 коп. до 16 коп. Бумага офсетная, с сеткой. Люминесцентная с ярко-голубым свечением. Печать офсетная. Клей матовый «полосатый». |
| Двенадцатый выпуск                                                                        | 1976 год                                                                                  | Номиналы от 1 коп. до 16 коп. Бумага офсетная, с сеткой. Люминесцентная с голубым свечением. Печать офсетная. Клей блестящий (вероятно, благодаря улучшению качества самого клея или технологии гуммирования). Оттенки цвета «значительно грубее», например (ЦФА [АО «Марка»] № 3416) — тёмно-фиолетовая, (ЦФА [АО «Марка»] № 3419) — тёмно-зелёная.                                                                                  |

## Цельные вещи почты СССР с рисунками марок 11 стандартного выпуска
Почтовые марки 11-го стандартного выпуска некоторых номиналов воспроизводились на цельных вещах, которые выпускало Министерство связи СССР: маркированных почтовых карточках и маркированных конвертах.
Почтовые карточки были односторонними — простыми или иллюстрированными, а также двусторонними. Все печатные элементы простой почтовой карточки (адресная сетка, марка) печатались на одной стороне — оборотная оставалась чистой и предназначалась для письменного сообщения. На иллюстрированной карточке рядом с адресной сеткой помещался рисунок. Двусторонняя маркированная почтовая карточка имела на оборотной стороне рисунок или фото (например, с поздравительным сюжетом, изображением достопримечательности и т. п.). На лицевой стороне печаталась адресная сетка и марка, рядом выделялось место для письменного сообщения. Выпускались также специализированные маркированные почтовые карточки, по сути являвшиеся маркированным бланками — для уведомления о вручении почтового отправления, для заказа товаров и услуг по почте и другие.
Маркированные конверты издавались как без специального оформления, так и с оформлением в виде рисунка, помещавшегося слева от адресной сетки. Сюжеты художественных маркированных конвертов отличались тематической широтой: они посвящались государственным праздникам и памятным датам, юбилеям выдающихся людей, важным событиям; также изображались памятники архитектуры, скульптурные памятники, виды городов, техника, разнообразные животные и растения.
Номиналы марок, воспроизводившихся на почтовых карточках и конвертах, соответствовали действовавшим тарифам Почты СССР.

Образцы почтовых карточек с марками 11-го стандартного выпуска
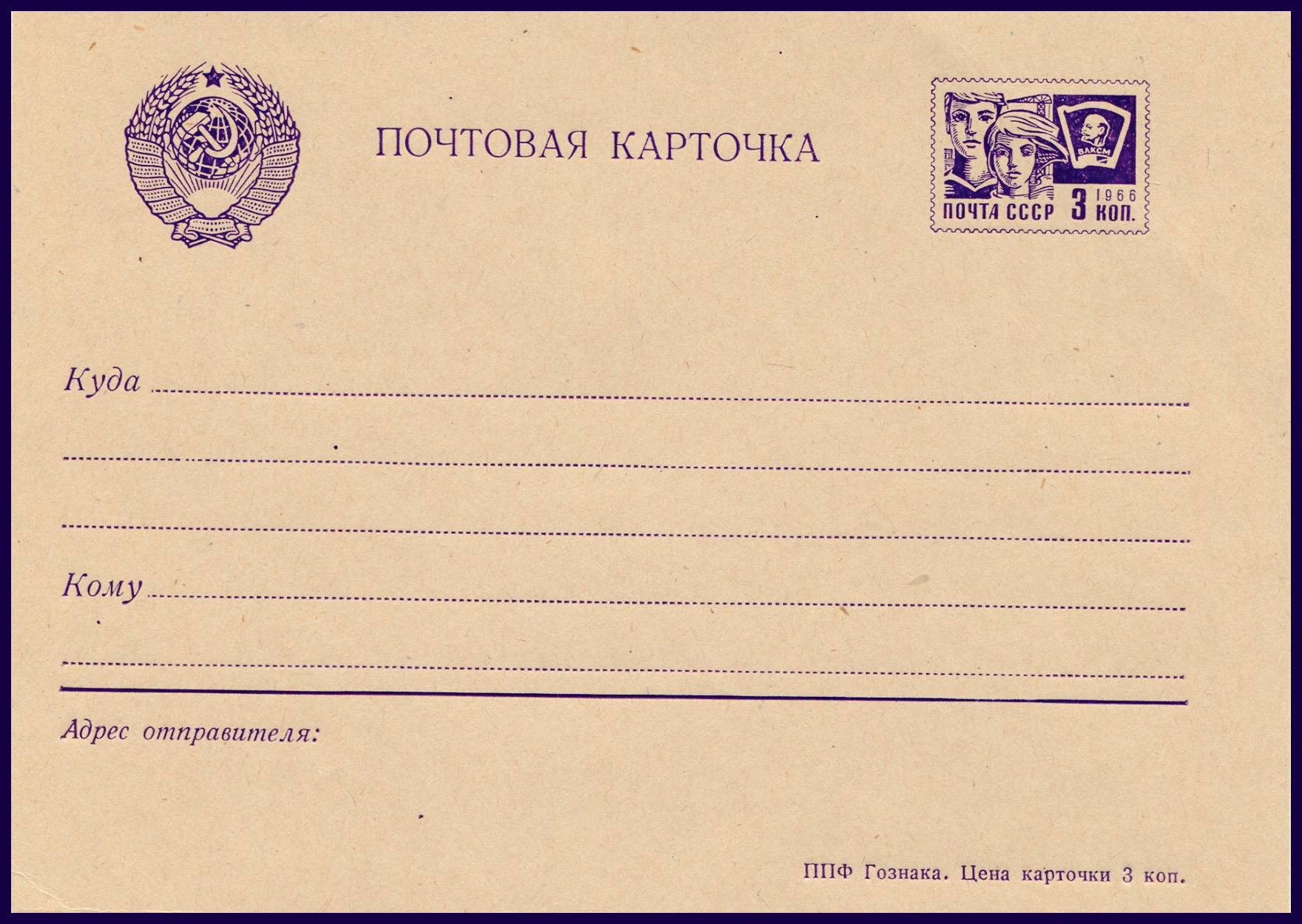
Стандартная почтовая карточка с маркой 3 коп. (1967)
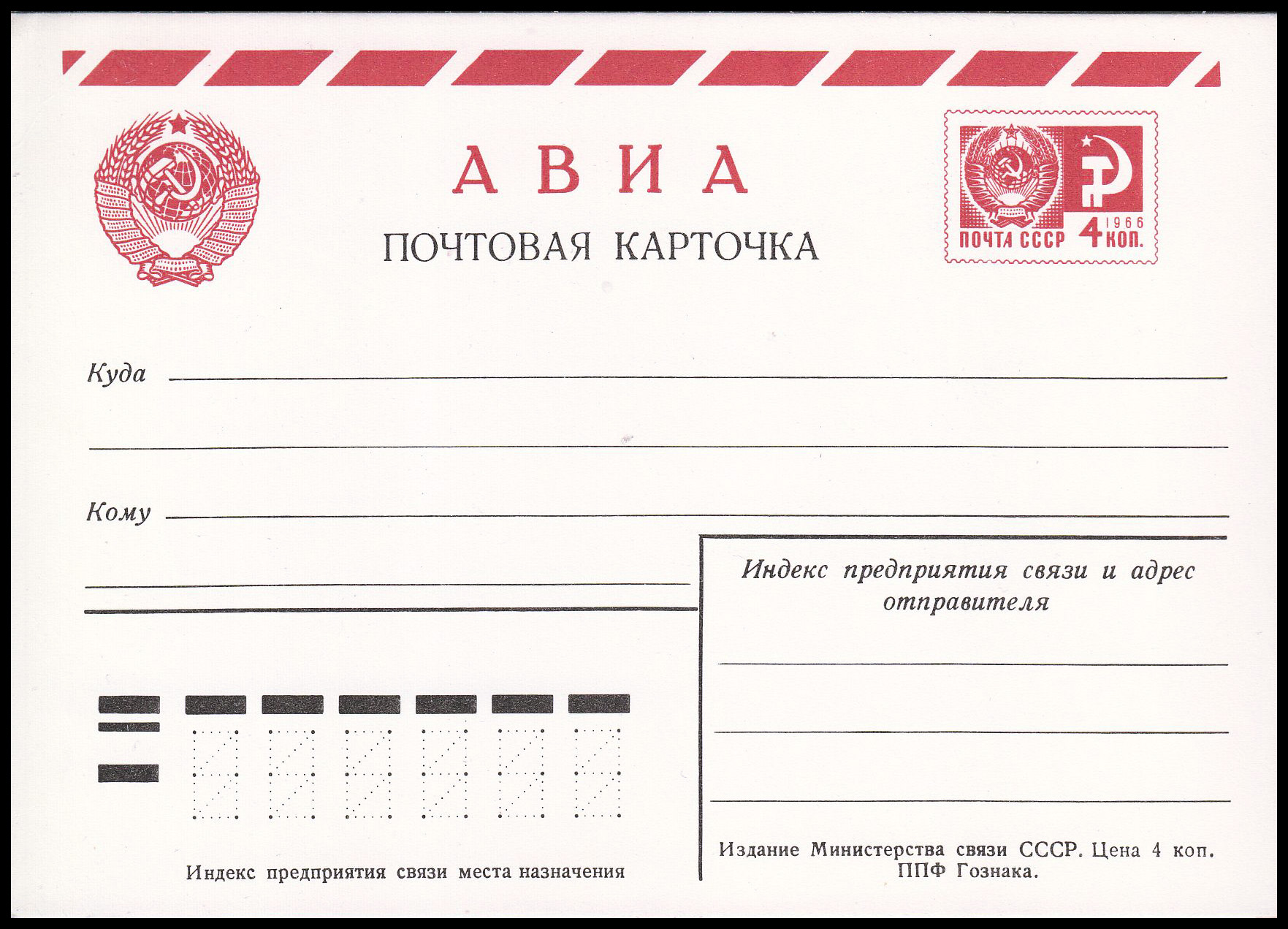
Стандартная почтовая карточка авиа с маркой 4 коп. (1974)
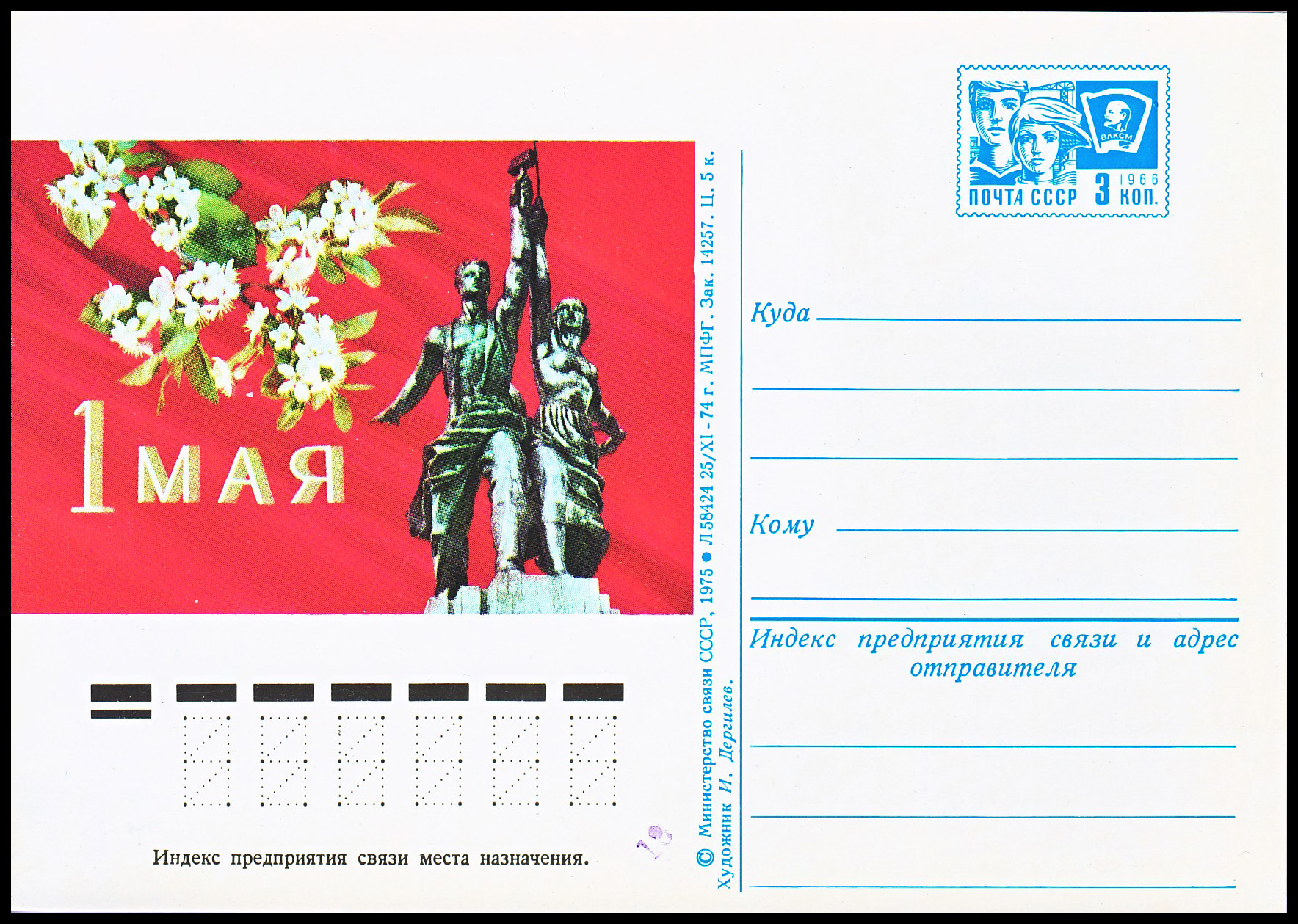
Односторонняя иллюстрированная почтовая карточка с маркой 3 коп. (1975; художник И. Дергилёв)

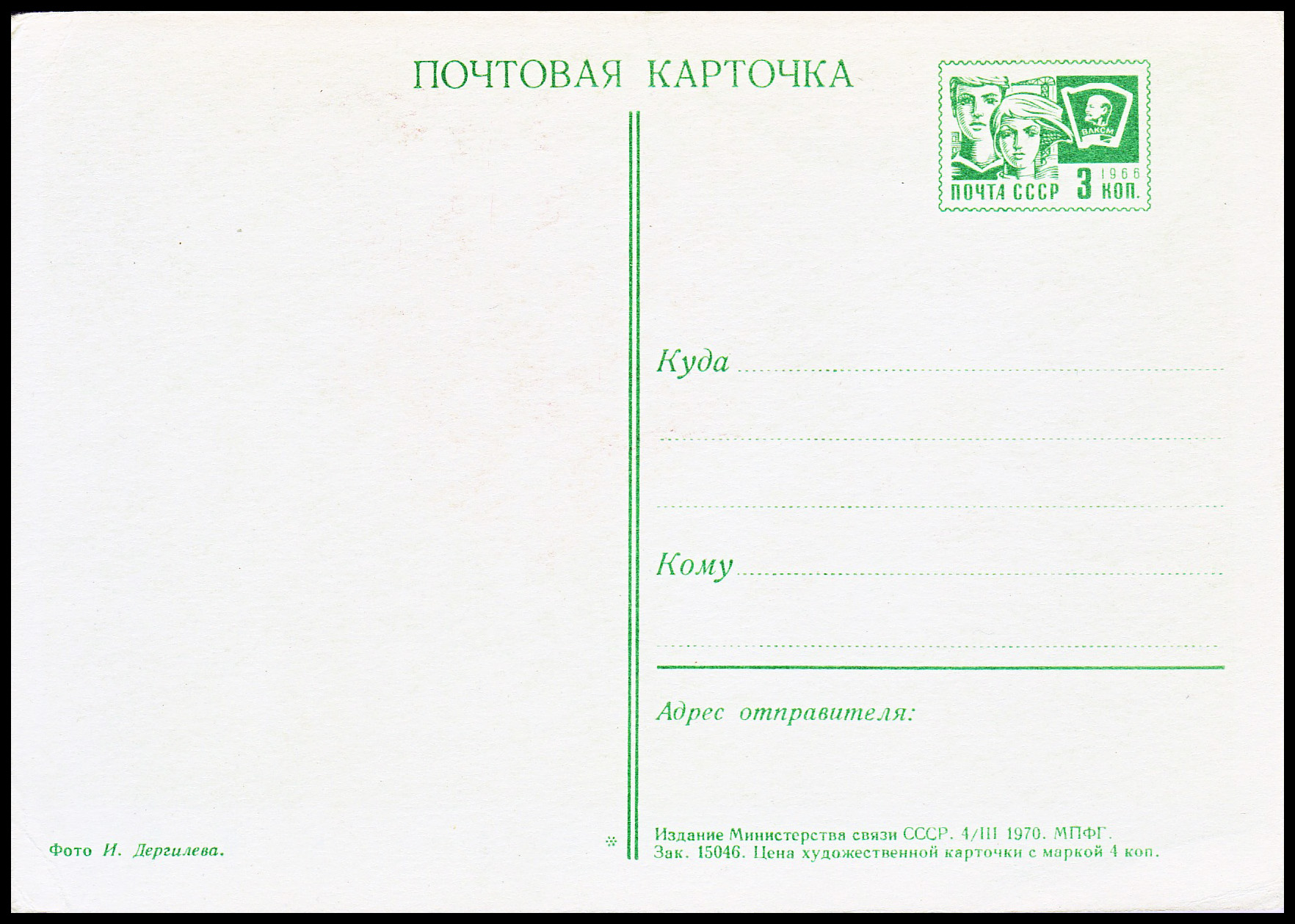
Двусторонняя маркированная почтовая карточка (лицевая сторона) с маркой 3 коп. (1970)
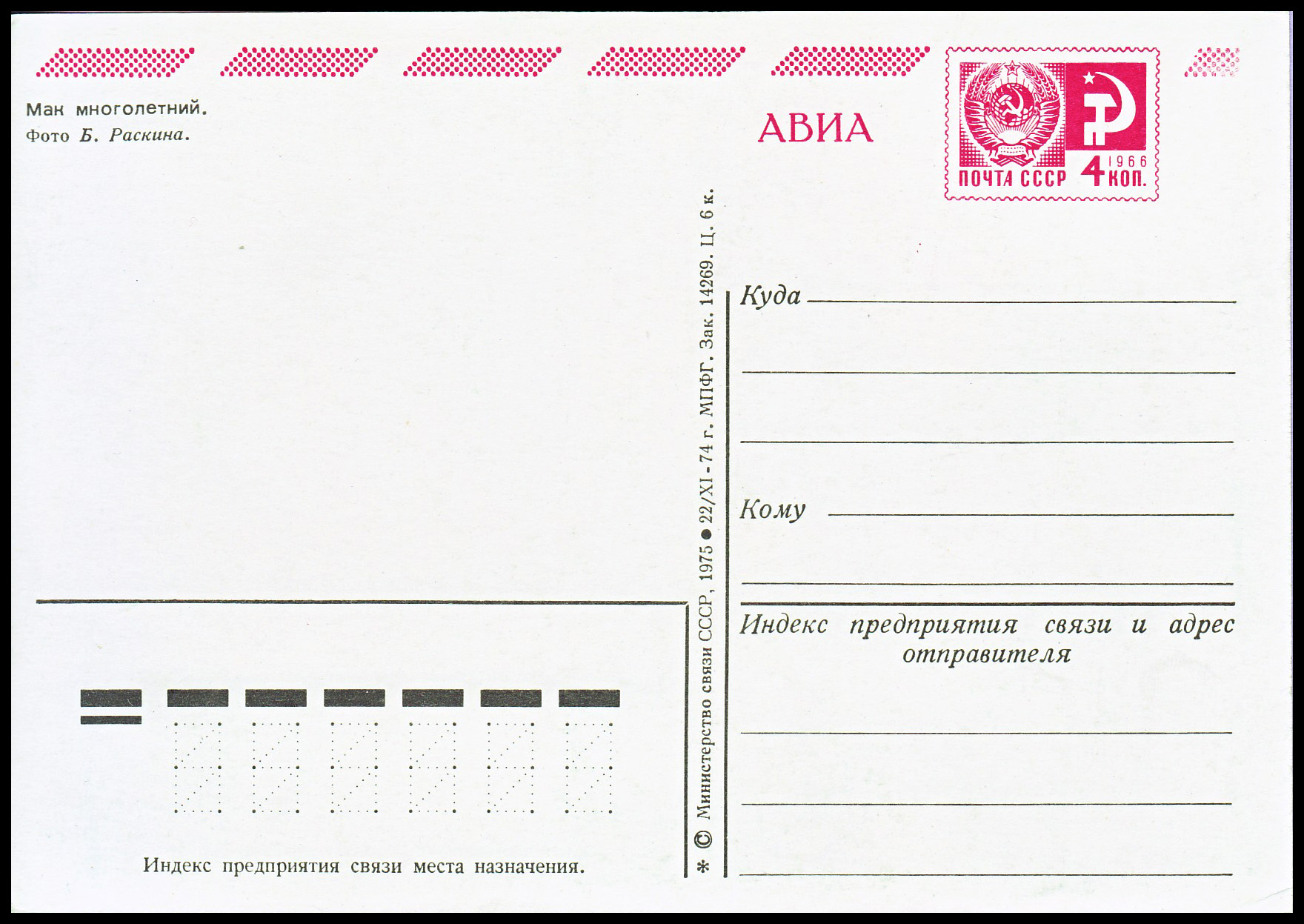
Двусторонняя маркированная почтовая карточка авиа (лицевая сторона) с маркой 4 коп. (1975)
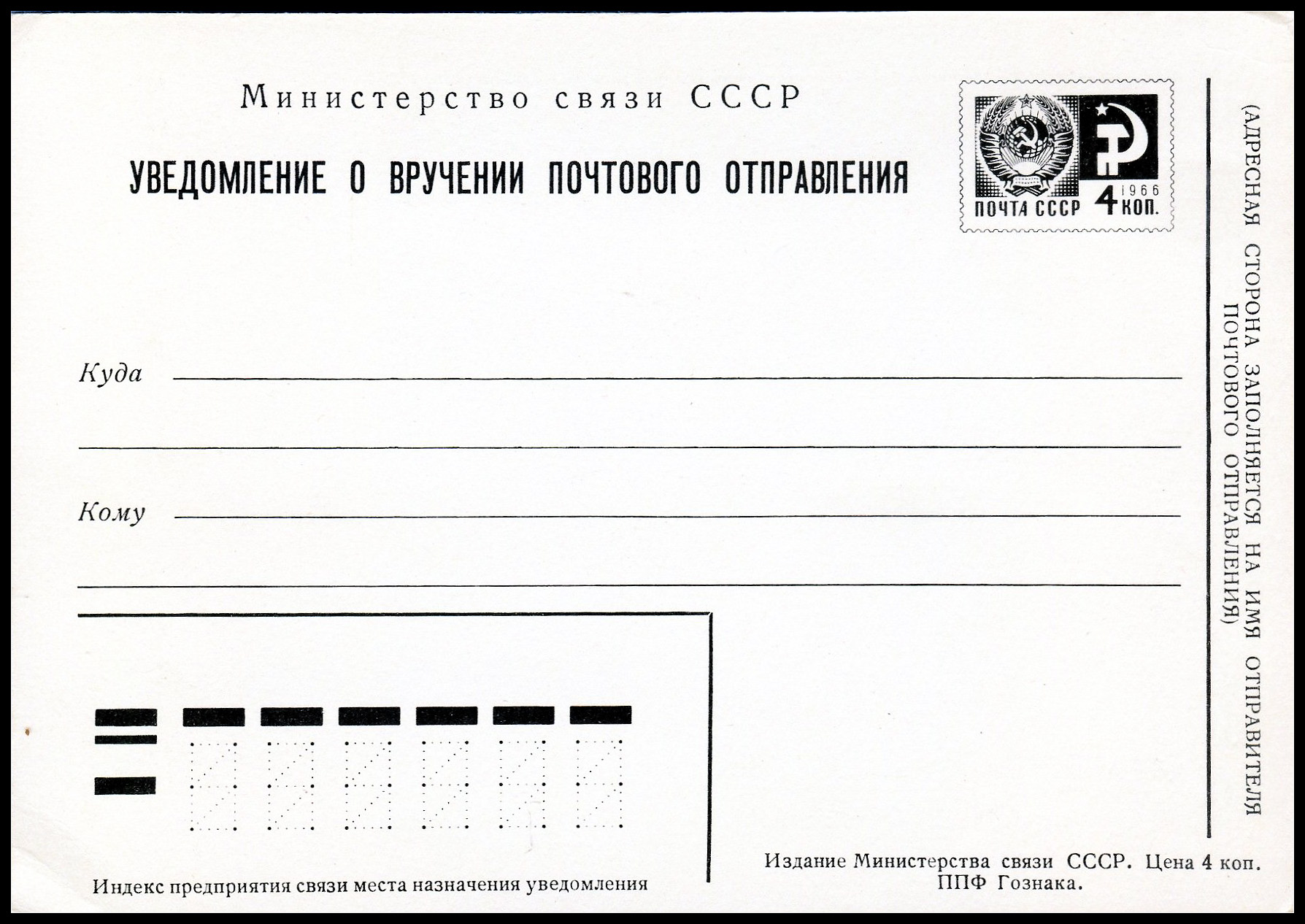
Уведомление о вручении[англ.] почтового отправления с маркой 4 коп. (1974)
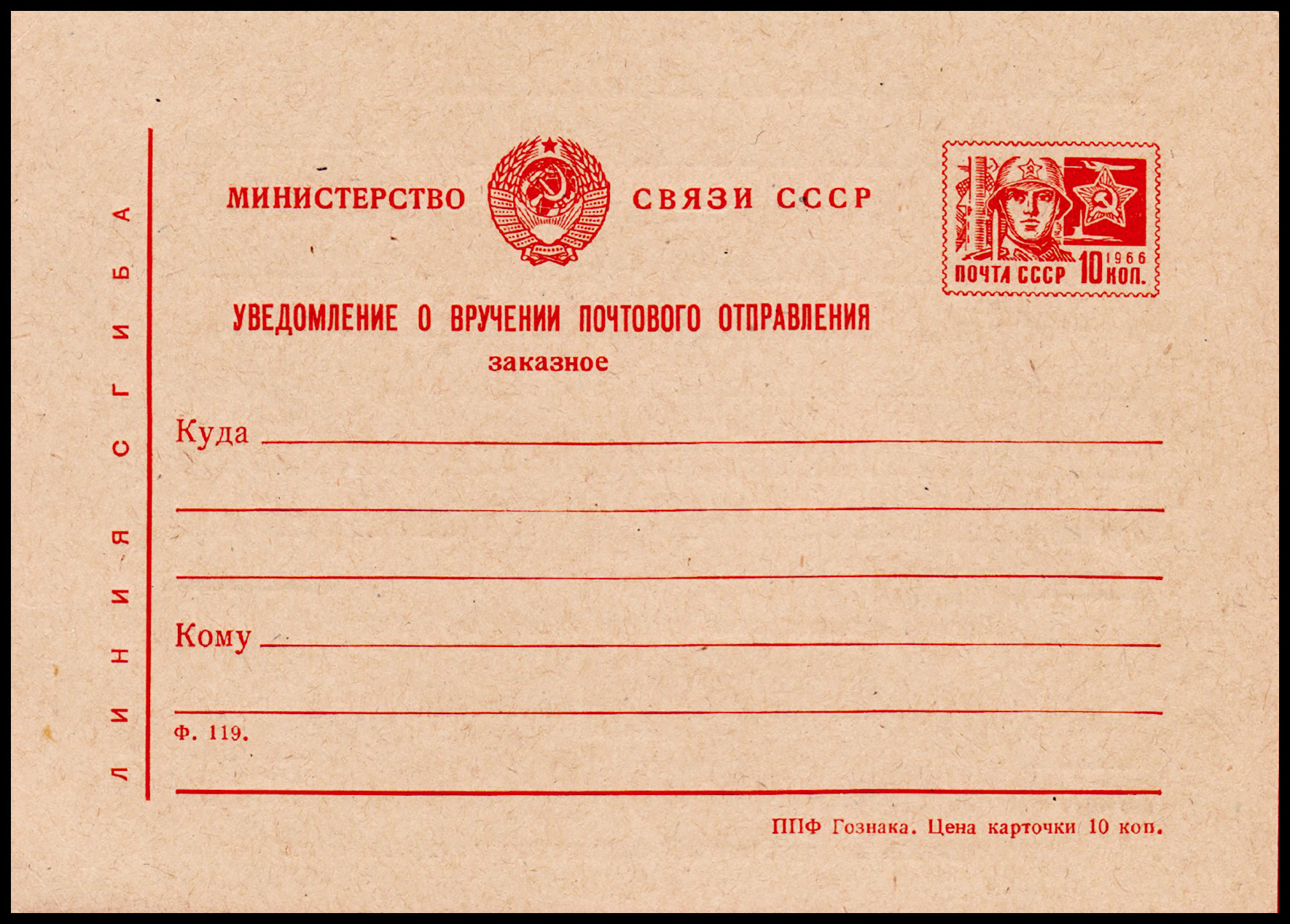
Уведомление о вручении почтового отправления (заказное) с маркой 10 коп. (1966)

Образцы почтовых конвертов с марками 11-го стандартного выпуска
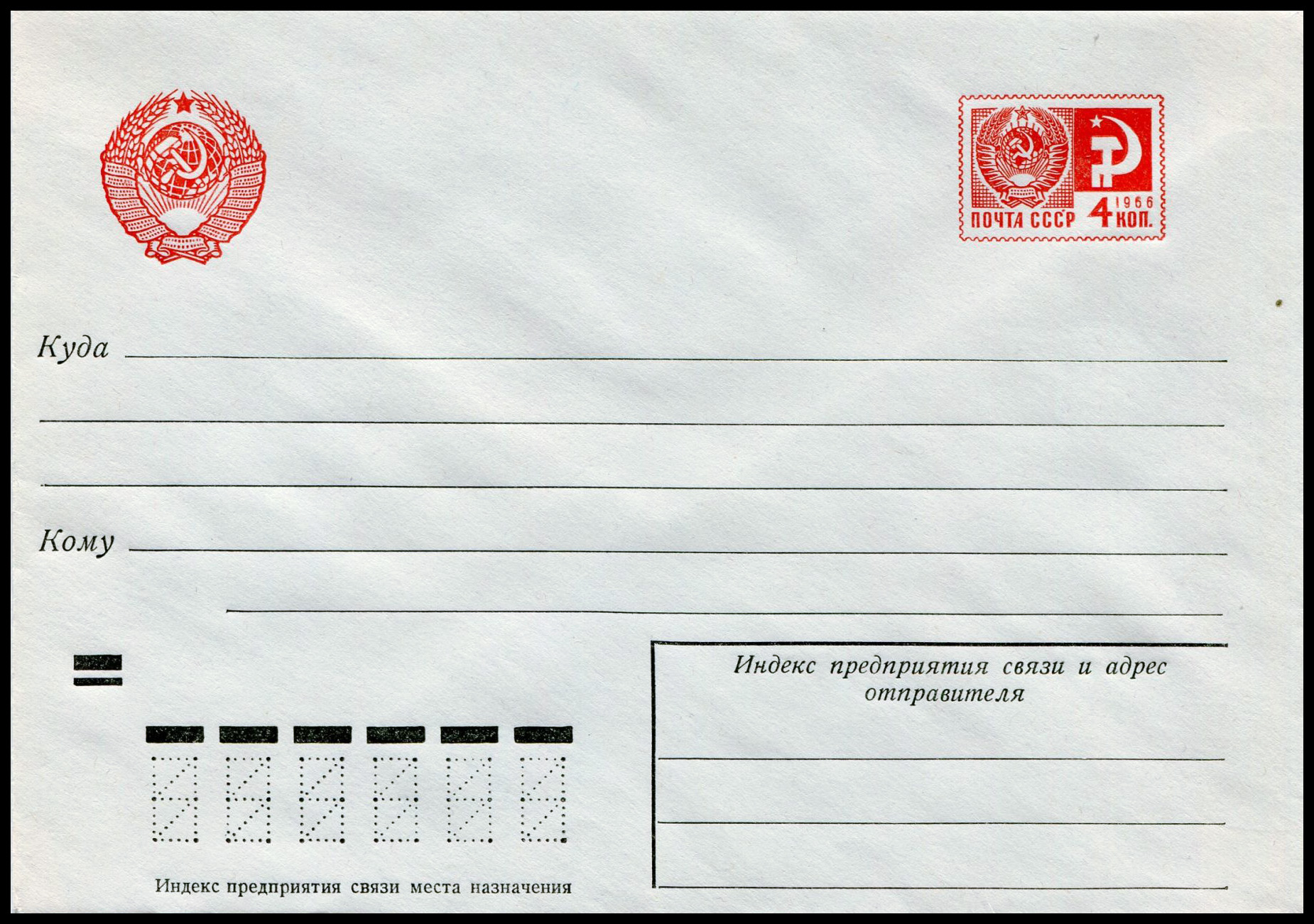
Стандартный маркированный конверт с маркой 4 коп. (1971)
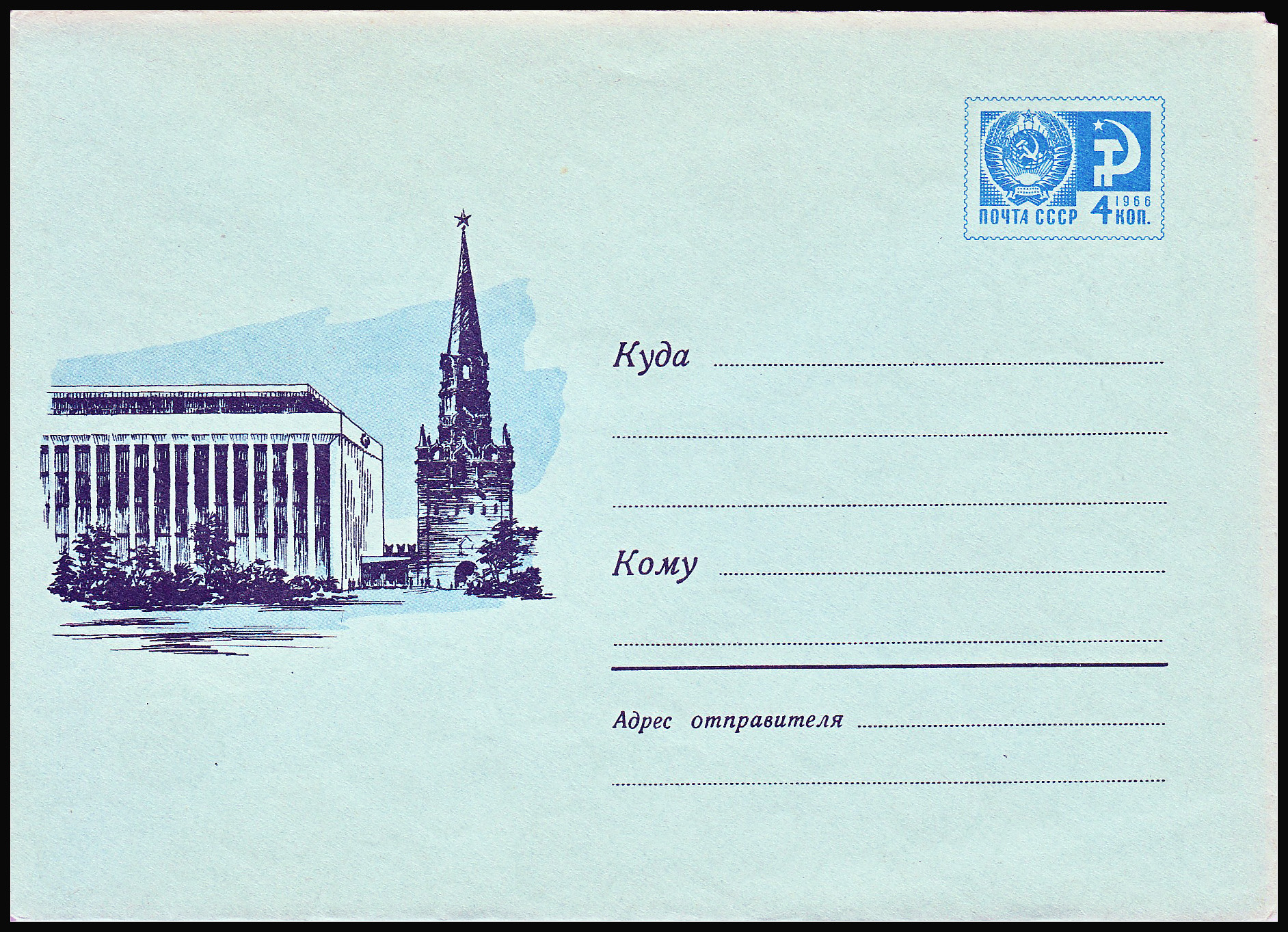
Художественный маркированный конверт с маркой 4 коп. (1970; художник И. Надежин)
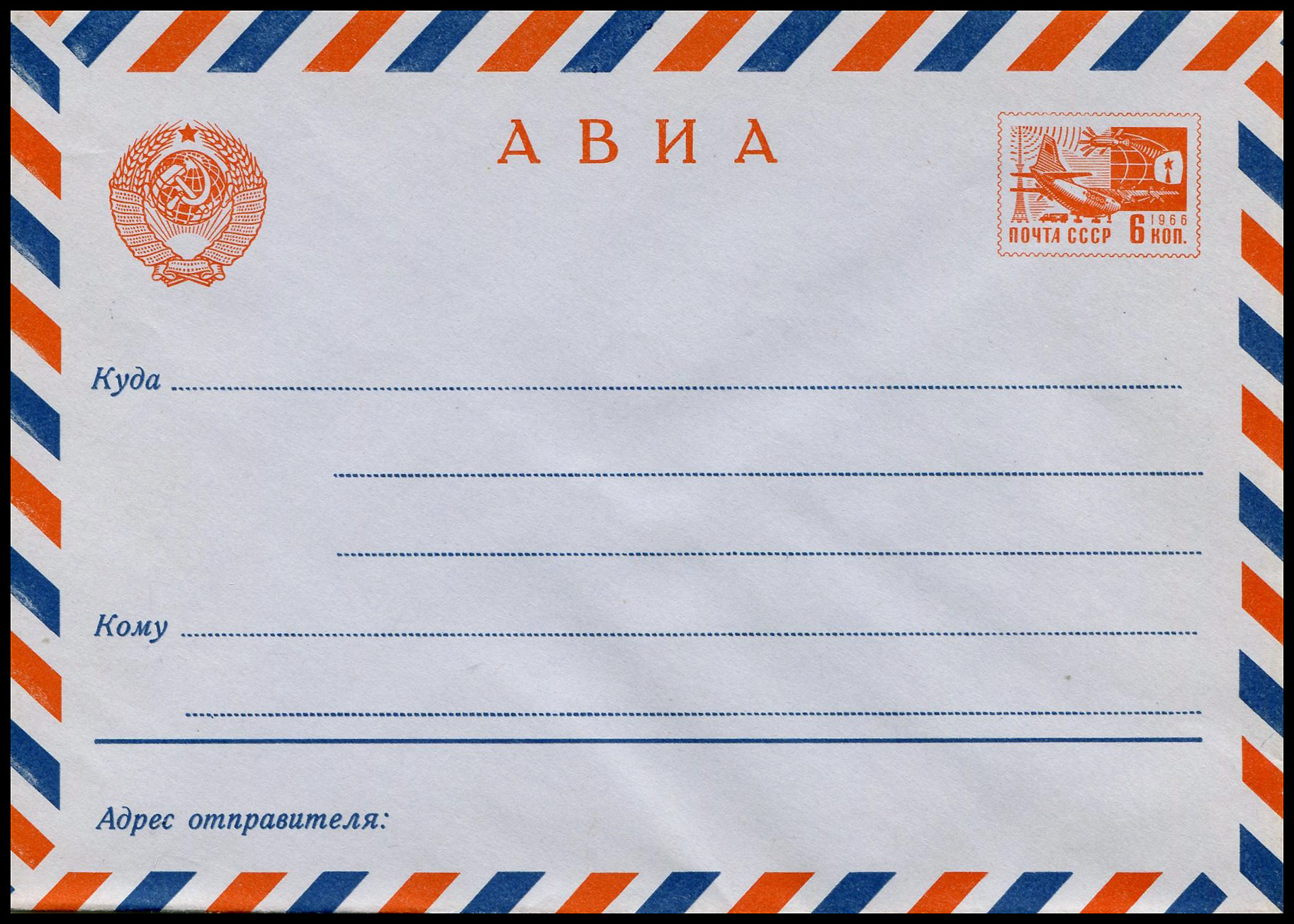
Стандартный маркированный конверт авиа с маркой 6 коп. (1968)
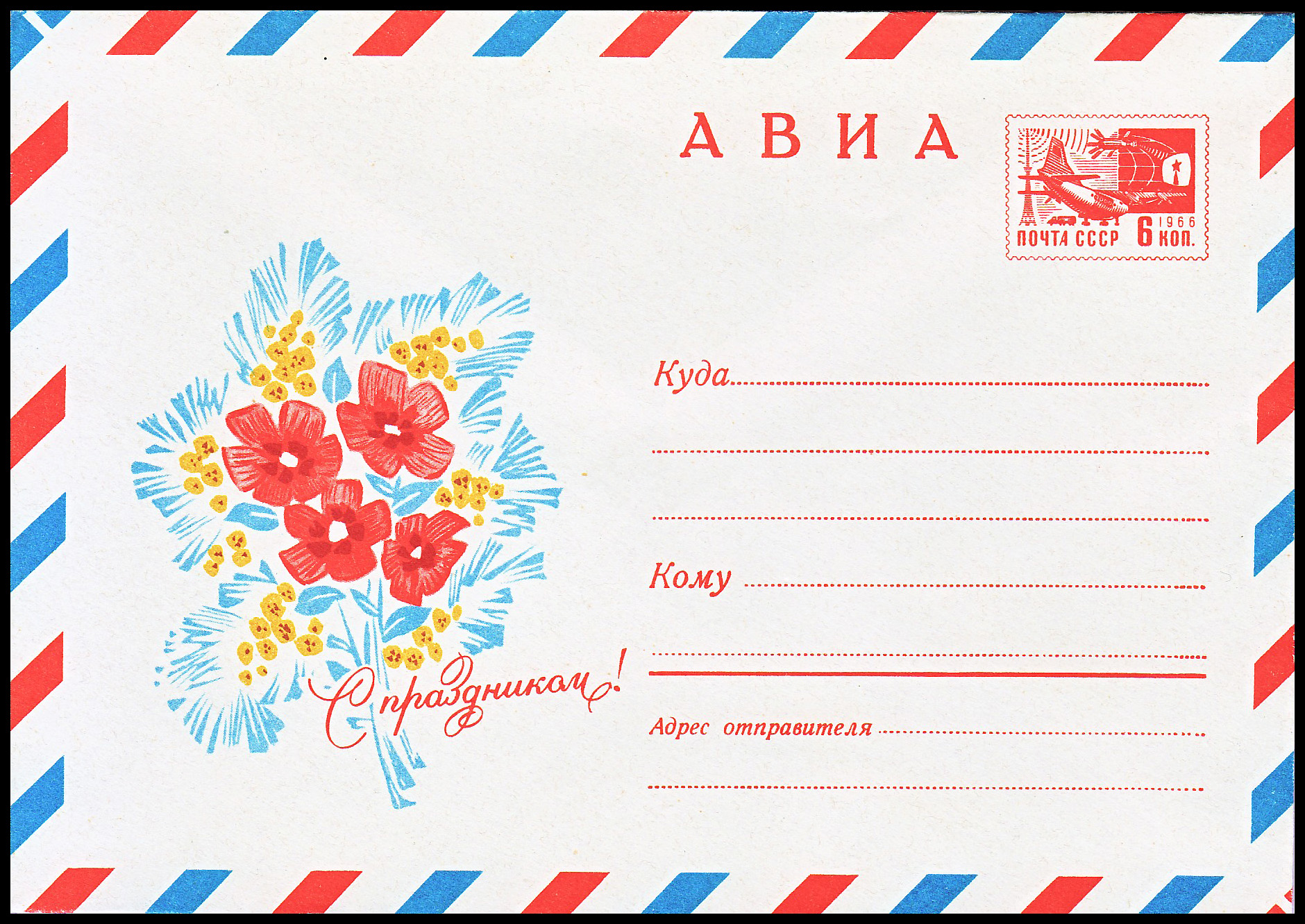
Художественный маркированный конверт авиа с маркой 6 коп. (1969; художник И. Дергилёв)

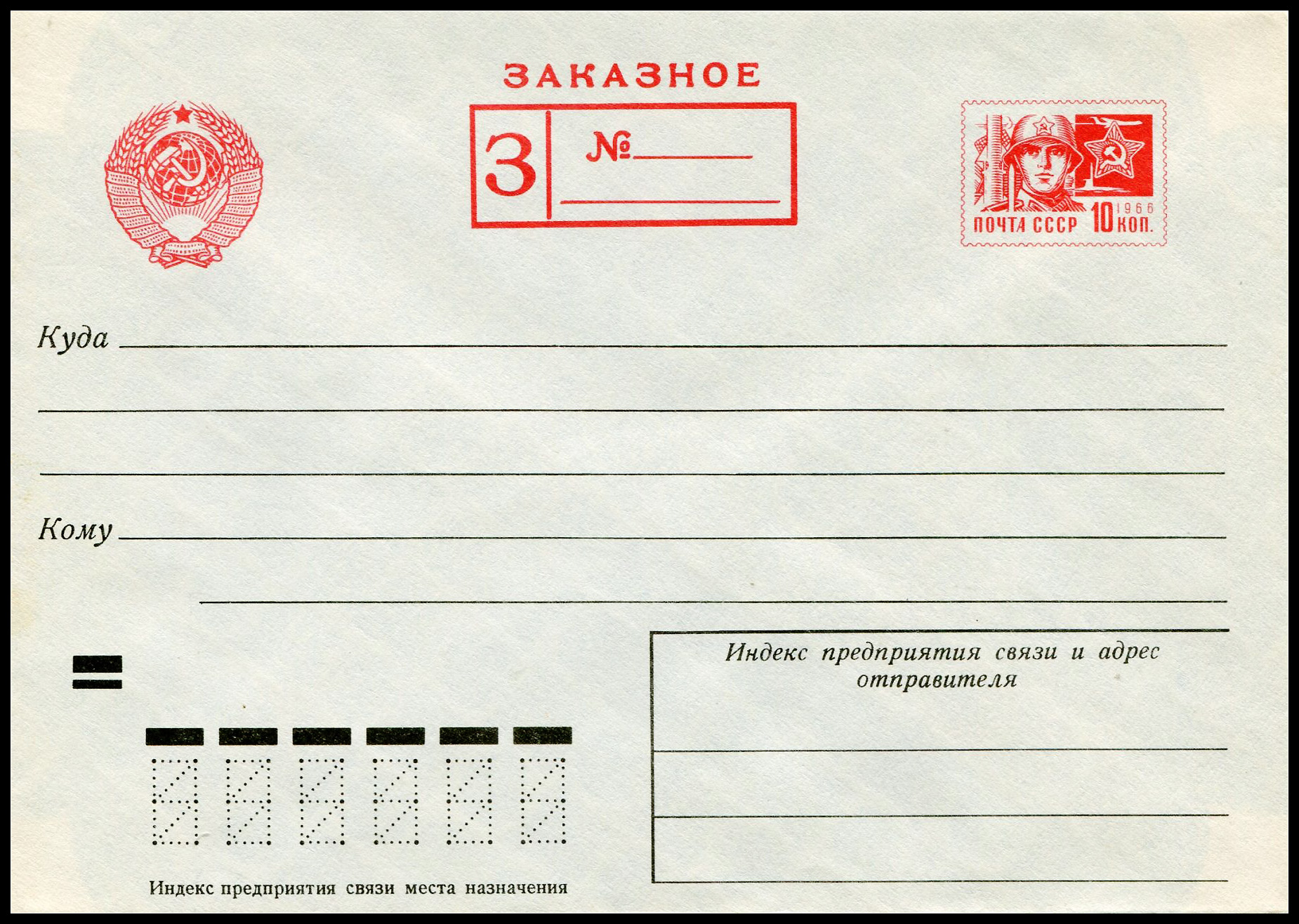
Стандартный маркированный конверт для заказного письма с маркой 10 коп. (1973)
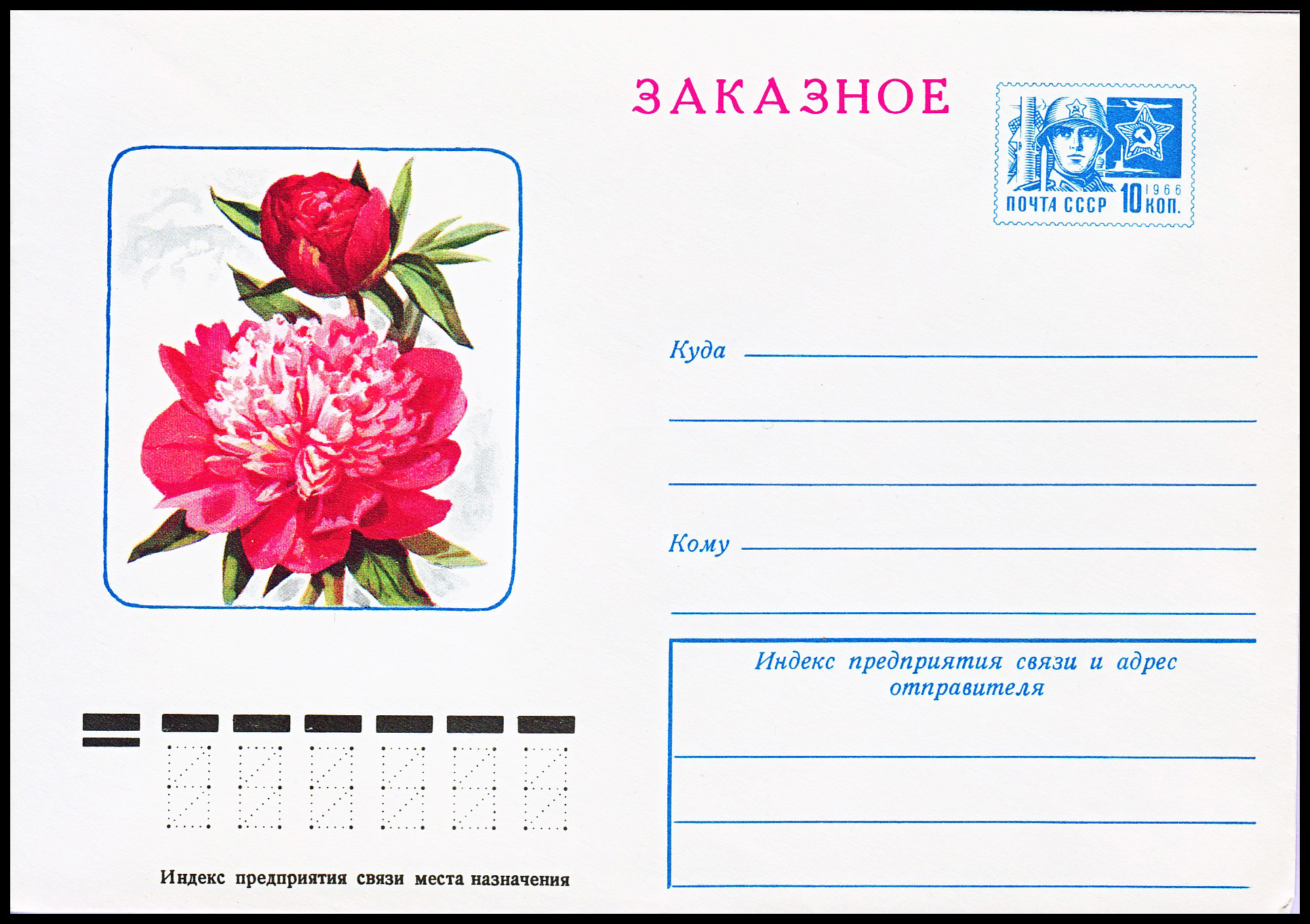
Художественный маркированный конверт для заказного письма с маркой 10 коп. (1976; художник Г. Куртенко)
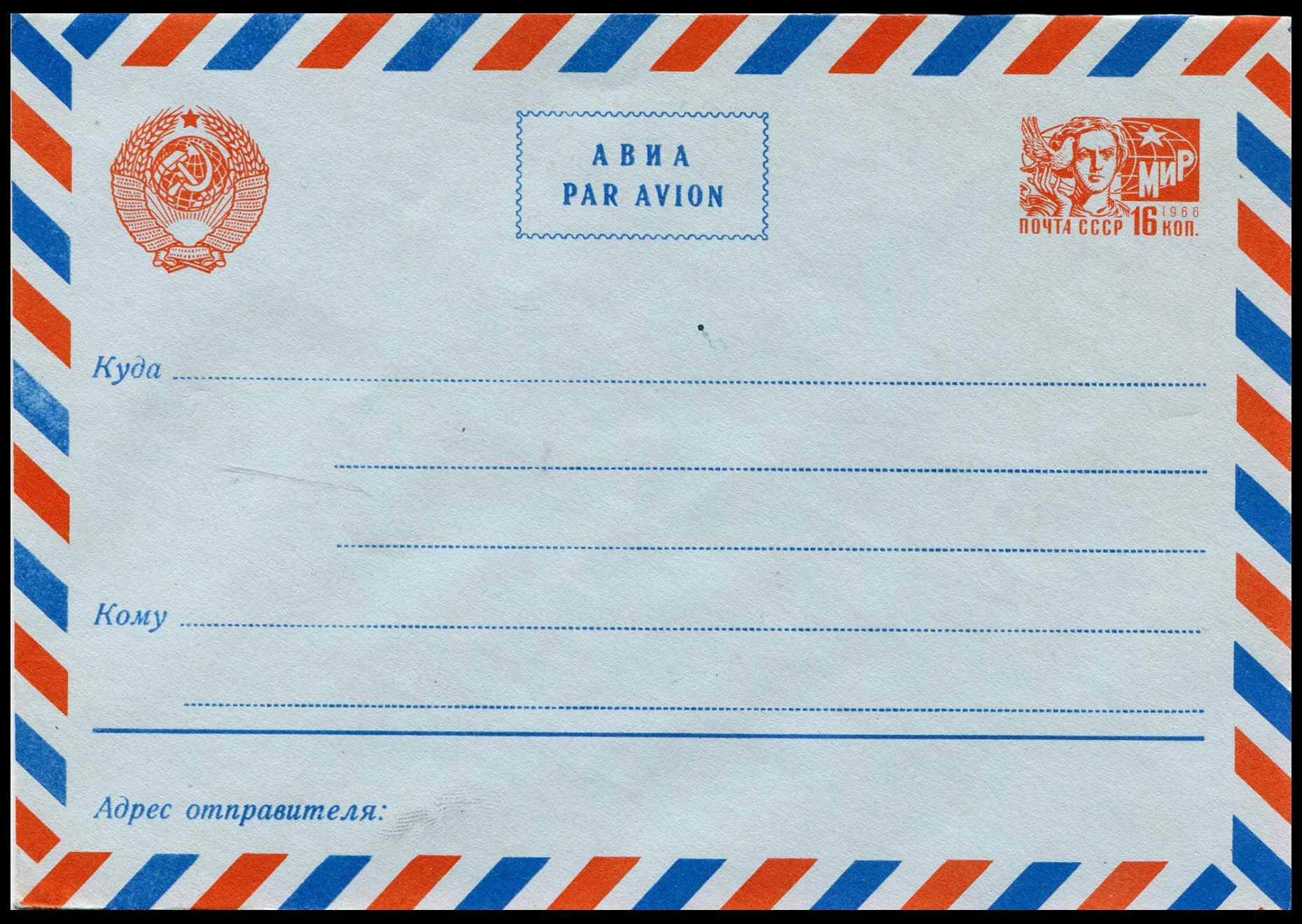
Стандартный маркированный конверт для международного письма авиа с маркой 16 коп. (1966)
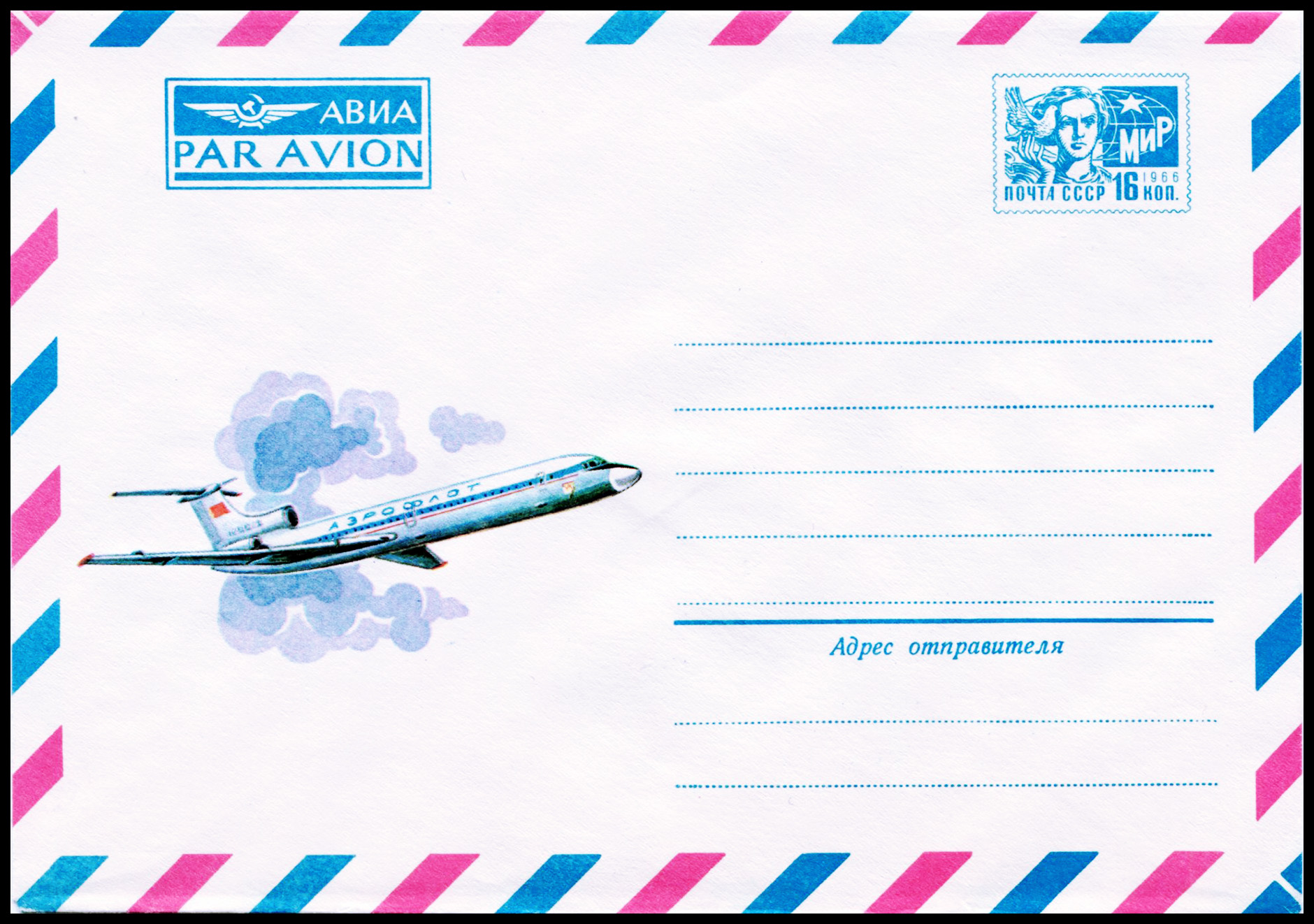
Художественный маркированный конверт для международного письма авиа с маркой 16 коп. (1977)

## Почтовые тарифы в период издания марок 11 стандартного выпуска
В период издания марок 11 стандарта действовали почтовые тарифы, введённые с 1 января 1961 года. Данные тарифы определялись постановлением Совета министров СССР № 470 от 4 мая 1960 года, они появились в связи с денежной реформой.
| Почтовые тарифы на письменную корреспонденцию, действовавшие в период издания марок 11 стандартного выпуска: | Почтовые тарифы на письменную корреспонденцию, действовавшие в период издания марок 11 стандартного выпуска: | Почтовые тарифы на письменную корреспонденцию, действовавшие в период издания марок 11 стандартного выпуска: | Почтовые тарифы на письменную корреспонденцию, действовавшие в период издания марок 11 стандартного выпуска: | Почтовые тарифы на письменную корреспонденцию, действовавшие в период издания марок 11 стандартного выпуска: | Почтовые тарифы на письменную корреспонденцию, действовавшие в период издания марок 11 стандартного выпуска: | Почтовые тарифы на письменную корреспонденцию, действовавшие в период издания марок 11 стандартного выпуска: |
| Тип почтового отправления                                                                                    | Тариф | Марка | | Тип почтового отправления                                                                                    | Тариф | Марка |
| Внутренняя письменная корреспонденция                                                                        | Внутренняя письменная корреспонденция                                                                        | Внутренняя письменная корреспонденция                                                                        | Международная письменная корреспонденция                                                                     | Международная письменная корреспонденция                                                                     | Международная письменная корреспонденция                                                                     | |
| --- | --- | --- | --- | --- | --- | --- |
| Простая почтовая карточка                                                                                    | 3 коп. | | Простая почтовая карточка                                                                                    | 4 коп. | | |
| Простая почтовая карточка авиа                                                                               | 4 коп. | | Простая почтовая карточка авиа                                                                               | 14 коп. | (—) | |
| Заказная почтовая карточка                                                                                   | 10 коп. | | Заказная почтовая карточка                                                                                   | 10 коп. | | |
| Заказная почтовая карточка авиа                                                                              | 10 коп. | | Заказная почтовая карточка авиа                                                                              | 26 коп. | (—) | |
| Простое закрытое письмо                                                                                      | 4 коп. | | Простое закрытое письмо                                                                                      | 6 коп. | | |
| Заказное закрытое письмо                                                                                     | 10 коп. | | Заказное закрытое письмо                                                                                     | 18 коп. | (—) | |
| Простое закрытое письмо авиа                                                                                 | 6 коп. | | Простое закрытое письмо авиа                                                                                 | 16 коп. | | |
| Заказное закрытое письмо авиа                                                                                | 12 коп. | | Заказное закрытое письмо авиа                                                                                | 28 коп. | (—) | |

## Фальсификации
В справочнике по экспертизе Советских почтовых марок (автор — Вовин Я. М.) описание основных фальсификатов одиннадцатого выпуска стандартных марок СССР не упоминается.

## Комментарии
1. ↑  Ниже приведён перечень памятных художественных марок (с возможностью сортировки по номиналу, тиражу и дате введения в обращение).
2. ↑  Кремлёвский Дворец съездов, коричневая. Штриховой офсет на простой бумаге, перфорирована: комбинированная гребенчатая зубцовка 12½:12 (на каждые 2 сантиметра края марки приходится 12½:12 зубцов). В марочных листах по 100 (10×10) экземпляров[10][7][11].
3. ↑  Автоматическая межпланетная станция «Луна-9» на Луне, фиолетово-синяя. Штриховой офсет на простой бумаге, перфорирована: комбинированная гребенчатая зубцовка 12½:12 (на каждые 2 сантиметра края марки приходится 12½:12 зубцов). В марочных листах по 100 (10×10) экземпляров[10][7][11].
4. ↑  Советская молодёжь, комсомольский значок, светло-фиолетовая. Штриховой офсет на простой бумаге, перфорирована: комбинированная гребенчатая зубцовка 12½:12 (на каждые 2 сантиметра края марки приходится 12½:12 зубцов). В марочных листах по 100 (10×10) экземпляров[10][7][11].
5. ↑  Государственный герб и флаг, кирпично-красная. Штриховой офсет на простой бумаге  (Mi #3282x), перфорирована: комбинированная гребенчатая зубцовка 12½:12 (на каждые 2 сантиметра края марки приходится 12½:12 зубцов). Разновидности: в апреле 1969 года марка номиналом в 4 копейки  (ЦФА [АО «Марка»] № 3417А) (офсетная печать) была выпущена на флуоресцентной бумаге  (Mi #3282y), имеющей ярко золотистое свечение в ультрафиолетовых лучах и  (ЦФА [АО «Марка»] № 3417Б) — на простой бумаге, без номинала, для настройки почтовых автоматов. В марочных листах по 100 (10×10) экземпляров[10][7][11].
6. ↑  Современные средства связи, ультрамариновая. Штриховой офсет на простой бумаге, перфорирована: комбинированная гребенчатая зубцовка 12½:12 (на каждые 2 сантиметра края марки приходится 12½:12 зубцов). В марочных листах по 100 (10×10) экземпляров[10][7][11].
7. ↑  Воин Советской армии, зелёно-оливковая. Штриховой офсет на простой бумаге, перфорирована: комбинированная гребенчатая зубцовка 12½:12 (на каждые 2 сантиметра края марки приходится 12½:12 зубцов). В марочных листах по 100 (10×10) экземпляров[10][7][11].
8. ↑  Сталевар, коричневая. Штриховой офсет на простой бумаге, перфорирована: комбинированная гребенчатая зубцовка 12½:12 (на каждые 2 сантиметра края марки приходится 12½:12 зубцов). В марочных листах по 100 (10×10) экземпляров[10][7][11].
9. ↑  Женщина с голубем мира, синяя. Штриховой офсет на простой бумаге, перфорирована: комбинированная гребенчатая зубцовка 12½:12 (на каждые 2 сантиметра края марки приходится 12½:12 зубцов). В марочных листах по 100 (10×10) экземпляров[10][7][11].
10. ↑  Демонстрация трудящихся на Красной площади в Москве, чёрная, красная, оливковая. Глубокая печать на простой бумаге, перфорирована: комбинированная гребенчатая зубцовка 12:11½ (на каждые 2 сантиметра края марки приходится 12:11½ зубцов). В марочных листах по 25 (5×5) экземпляров[10][7][11].
11. ↑  Мелиорация земель и химизация сельского хозяйства, зелёная. Глубокая печать на простой бумаге, перфорирована: комбинированная гребенчатая зубцовка 12:11½ (на каждые 2 сантиметра края марки приходится 12:11½ зубцов). В марочных листах по 25 (5×5) экземпляров[10][7][11].
12. ↑  Почтовая связь, ультрамариновая, серая. Глубокая печать на простой бумаге, перфорирована: комбинированная гребенчатая зубцовка 12:11½ (на каждые 2 сантиметра края марки приходится 12:11½ зубцов). В марочных листах по 25 (5×5) экземпляров[10][7][11].
13. ↑  Портрет В. И. Ленина, тёмно-серая, красная. Глубокая печать на простой бумаге, перфорирована: комбинированная гребенчатая зубцовка 12:11½ (на каждые 2 сантиметра края марки приходится 12:11½ зубцов). В марочных листах по 25 (5×5) экземпляров[10][7][11].
14. ↑  Кремлёвский Дворец съездов, коричневая. Металлография на простой бумаге, перфорирована: комбинированная гребенчатая зубцовка 12½:12 (на каждые 2 сантиметра края марки приходится 12½:12 зубцов). На марках указан 1966 год — дата начала эмиссии 11 выпуска стандартных почтовых марок СССР. В марочных листах по 60 (6×10) экземпляров[10][7][14].
15. ↑  Автоматическая межпланетная станция «Луна-9» на Луне, светло-фиолетовая. Металлография на простой бумаге, перфорирована: комбинированная гребенчатая зубцовка 12½:12 (на каждые 2 сантиметра края марки приходится 12½:12 зубцов). На марках указан 1966 год — дата начала эмиссии 11 выпуска стандартных почтовых марок СССР. В марочных листах по 60 (6×10) экземпляров[10][7][14].
16. ↑  Советская молодёжь, комсомольский значок, фиолетово-синяя. Металлография на простой бумаге, перфорирована: комбинированная гребенчатая зубцовка 12½:12 (на каждые 2 сантиметра края марки приходится 12½:12 зубцов). На марках указан 1966 год — дата начала эмиссии 11 выпуска стандартных почтовых марок СССР. В марочных листах по 60 (6×10) экземпляров[10][7][14].
17. ↑  Государственный герб и флаг, кирпично-красная. Металлография на простой бумаге, перфорирована: комбинированная гребенчатая зубцовка 12½:12 (на каждые 2 сантиметра края марки приходится 12½:12 зубцов). На марках указан 1966 год — дата начала эмиссии 11 выпуска стандартных почтовых марок СССР. В марочных листах по 60 (6×10) экземпляров[10][7][14].
18. ↑  Современные средства связи, ультрамариновая. Металлография на простой бумаге, перфорирована: комбинированная гребенчатая зубцовка 12½:12 (на каждые 2 сантиметра края марки приходится 12½:12 зубцов). На марках указан 1966 год — дата начала эмиссии 11 выпуска стандартных почтовых марок СССР. В марочных листах по 60 (6×10) экземпляров[10][7][14].
19. ↑  Воин Советской армии, зелёно-оливковая. Металлография на простой бумаге, перфорирована: комбинированная гребенчатая зубцовка 12½:12 (на каждые 2 сантиметра края марки приходится 12½:12 зубцов). На марках указан 1966 год — дата начала эмиссии 11 выпуска стандартных почтовых марок СССР. В марочных листах по 60 (6×10) экземпляров[10][7][14].
20. ↑  Сталевар, коричневая. Металлография на простой бумаге, перфорирована: комбинированная гребенчатая зубцовка 12½:12 (на каждые 2 сантиметра края марки приходится 12½:12 зубцов). На марках указан 1966 год — дата начала эмиссии 11 выпуска стандартных почтовых марок СССР. В марочных листах по 60 (6×10) экземпляров[10][7][14].
21. ↑  Женщина с голубем мира, синяя. Металлография на простой бумаге, перфорирована: комбинированная гребенчатая зубцовка 12½:12 (на каждые 2 сантиметра края марки приходится 12½:12 зубцов). На марках указан 1966 год — дата начала эмиссии 11 выпуска стандартных почтовых марок СССР. В марочных листах по 60 (6×10) экземпляров[10][7][14].
22. ↑  Демонстрация трудящихся на Красной площади в Москве, красная. Металлография на простой бумаге, перфорирована: линейная зубцовка 12½ (на каждые 2 сантиметра края марки приходится 12½ зубцов). На марках указан 1966 год — дата начала эмиссии 11 выпуска стандартных почтовых марок СССР. В марочных листах по 25 (5×5) экземпляров[10][7][14].
23. ↑  Мелиорация земель и химизация сельского хозяйства, зелёная. Металлография на простой бумаге, перфорирована: линейная зубцовка 12½ (на каждые 2 сантиметра края марки приходится 12½ зубцов). На марках указан 1966 год — дата начала эмиссии 11 выпуска стандартных почтовых марок СССР. В марочных листах по 25 (5×5) экземпляров[10][7][14].
24. ↑  Почтовая связь, ультрамариновая. Металлография на простой бумаге, перфорирована: линейная зубцовка 12½ (на каждые 2 сантиметра края марки приходится 12½ зубцов). На марках указан 1966 год — дата начала эмиссии 11 выпуска стандартных почтовых марок СССР. В марочных листах по 25 (5×5) экземпляров[10][7][14].
25. ↑  Портрет В. И. Ленина на фоне индустриального пейзажа, коричневая, серо-чёрная. Металлография на простой бумаге, перфорирована: комбинированная гребенчатая зубцовка 12:12½ (на каждые 2 сантиметра края марки приходится 12:12½ зубцов). На марках указан 1966 год — дата начала эмиссии 11 выпуска стандартных почтовых марок СССР. В марочных листах по 25 (5×5) экземпляров[10][7][14].
26. ↑  Исследование проведено и опубликовано под влиянием статьи А. Андреева о разновидностях двенадцатого выпуска стандартных марок СССР, ранее опубликованное в том же журнале в № 1 за 1987 год.
27. 1 2 3 4 5 6 7  Официальная дата эмиссии марок 11-го стандарта СССР: 1966—1969 год.